# オペラハット
『オペラハット』（原題・英語: Mr. Deeds Goes to Town, 「ディーズ氏、街へ行く」の意）は、1936年に製作・公開されたアメリカ映画である。1935年に発表されたクラレンス・バディントン・ケランドの物語『オペラ・ハット』の映画化。

## 略歴・概要
フランク・キャプラが監督、ゲイリー・クーパーとジーン・アーサーが主演した。キャプラ監督とクーパーは5年後の『群衆』でも顔を合わせている。また、ジーン・アーサーはこの後『我が家の楽園』(1938)『スミス都へ行く』（1939）とキャプラ監督作品への出演が続き、自身の代表作ともなった。クーパーとアーサーは翌1936年の『平原児』でも再共演している。
2002年、アダム・サンドラーとウィノナ・ライダー主演で『Mr.ディーズ』としてリメイクされている。

## ストーリー
大恐慌の時代、バーモント州マンドレイク・フォールズの集落に住むロングフェロー・ディーズ（ゲイリー・クーパー）は、油脂工場の共同経営者であり、絵葉書に詩を書く副業を持ち、そしてチューバ奏者でもあった。ある日彼の叔父で大富豪のマーティン・センプルが事故で亡くなり、突然2千万ドルもの資産を相続することになる。センプルの弁護士ジョン・シーダー（ダグラス・ダンブリル）は、ディーズを探し出してニューヨークに連れて行く。シーダーは、元新聞記者で会社の広報担当であるコーネリアス・コブ（ライオネル・スタンダー）に、ディーズから記者を引き離すように頼むが、コブは新聞記者のルイーズ・"ベイブ"・ベネット（ジーン・アーサー）に出し抜かれる。彼女はメアリー・ドーソンという貧しい労働者になりすまし、悩める乙女を救うというディーズのロマンチックな妄想に訴えかける。彼女は「一日中歩いて仕事を探して」疲れ果てて気絶したふりをして彼に近づき、彼の気を引くことに成功する。ベネットは、ディーズを突然富を相続した田舎者として面白おかしく描き、「シンデレラマン」というあだ名をつけて、人気記事を書き続ける。
シーダーと会社の重役たちは、自分たちの悪事を隠すために、ディーズに委任状を書かせようとするが、ディーズは、その手に引っかからない。やがてコブに信頼されるようになり、ベイブもディーズに恋してしまう。彼女はそれまでの自分の行動を恥じて新聞社を辞めるが、彼女がディーズに自分の真実を話す前に、コブがそれを知ってディーズに話してしまう。ディーズは傷心し、故郷に戻ることを決意する。荷造りをして帰ろうとした彼の屋敷に、土地を奪われた農夫（ジョン・レイ）が乗り込んできてディーズを銃で脅し、世の金持ちたちが貧しい人々に冷酷であることを訴える。それを機にディーズは考え、遺産で農場を大量に購入し、それらを耕作する農夫を大規模に募集する。
シーダーは、このままでは遺産が使いつくされてしまうと危惧し、ディーズの唯一の親族であるセンプル夫妻と手を組んで訴訟を起こし、ディーズを精神的に無能力であると宣告させ、自分たちが財産を管理できるようにしようとする。審問でシーダーは専門家を呼び、ベイブの記事や最近の彼の行動を目撃した人物をもとに、ディーズを躁鬱病と診断する。ディーズが弁明しないので、ベイブは彼に代わって熱弁をふるい、自分が彼にしたことを懺悔する。ディーズは、彼女が本当に自分を愛していることを知ると話し始め、シーダーの主張をことごとく反証する。裁判官は、彼が正気であるだけでなく、「この法廷に足を踏み入れた中で最も正気な男」であると宣言する。勝利したディーズとベイブはキスをして喜び合う。

## キャスト
- ロングフェロー・ディーズ：ゲイリー・クーパー
- ベイブ・ベネット：ジーン・アーサー
- マクウェイド：ジョージ・バンクロフト
- コーネリアス・コッブ：ライオネル・スタンダー
- ジョン・シーダー：ダグラス・ダンブリル
- ウォルター：レイモンド・ウォルバーン
- メイ裁判官：H･B･ワーナー

## スタッフ
- 監督・製作：フランク・キャプラ
- 脚本：クラレンス・バディントン・ケラード（原案）、ロバート・リスキン
- 音楽：ハワード・ジャクソン（クレジットなし）
- 撮影：ジョゼフ・ウォーカー
- 編集：ジーン・ヘイリック
- 美術：スティーヴン・グーソン
- 衣裳：サミュエル・ラング

## 主な受賞歴

### アカデミー賞
受賞
アカデミー監督賞:フランク・キャプラ
ノミネート
アカデミー作品賞
アカデミー主演男優賞:ゲイリー・クーパー
アカデミー脚色賞:ロバート・リスキン
アカデミー録音賞:ジョン・P・リヴァダリー

### ニューヨーク映画批評家協会賞
受賞
作品賞

### ナショナル・ボード・オブ・レビュー賞
受賞
作品賞

### ヴェネツィア国際映画祭
ノミネート
ムッソリーニ杯（優秀外国映画大賞）